# Kaitajärvi (sjö i Finland, Lappland, lat 65,95, long 26,68)
Kaitajärvi är en sjö i Finland. Den ligger i kommunen Ranua i landskapet Lappland, i den norra delen av landet, 600 km norr om huvudstaden Helsingfors. Kaitajärvi ligger 157 meter över havet. Arean är 1,42 kvadratkilometer och strandlinjen är 6,6 kilometer lång. Sjön  ingår i Simo älvs huvudavrinningsområde. 